# 고흥 오치 음성
고흥 오치 음성(高興 烏峙 陰城)은 대한민국 전라남도 고흥군 도화면 신호리와 포두면 봉림리 일대에 위치하고 있는 성이다. 2002년 11월 27일 전라남도의 기념물 제210호로 지정되었다.

## 개요
고흥 오치 음성은 고흥 도화면 신호리와 포두면 봉림리 일대에 위치하고 있다. 해발 555m의 천등산 정상에서 남쪽으로 내려오는 능선의 끝자락 해발 389.5m정도의 산마루서 동쪽으로 산 중턱까지 내려가는 포곡식 산성이다. 포곡식 산성은 성곽이 하나 또는 여러 개의 계곡을 감싸며 쌓은 산성을 일컫는다.
음성은 주변에 고려시대의 도화현 치소(신호리 동백마을로 추정)가 있어 도화현과 관련된 성으로 추정된다. 〈조선보물고적조사자료〉에는 신호리 오치(烏峙) 국유림에 있는 성을 ‘둘레 1200―1300칸, 석축이며 성벽은 골짜기 유역을 둘러싸고 있는데 대부분 붕괴되었고 주민들은 목장이 있었다고 한다.’는 기록이 있다. 1,200∼1300칸의 규모는 약 2,172∼2,353m에 달하는 대규모 성으로 고흥반도에 소재한 성 가운데 가장 크다.
오치 음성은 돌을 쌓아 만든 성으로 성의 총 둘레는 2,642m이다. 성의 평면형태는 사다리꼴에 가까운 방형이며, 동쪽을 바라보고 있다. 성의 북서쪽 정상에서 북쪽으로 고흥 독치성(전남기념물 제208호)과 고흥 백치성(전남기념물 제209호) 등이 관찰된다. 문터는 서·남·동쪽의 3곳에 남아 있으며, 그리고 우물터의 흔적도 남아 있다. 성벽은 서쪽이 비교적 잘 남아 있다. 성 안에서는 토기류, 분청사기 조각, 격자문 암키와와 복합문 암키와 등의 기와류가 출토되었다.
음성은 성이 자리잡은 위치 및 쌓은 방법, 출토 유물 등으로 보아 고려시대에 쌓은 것으로 보이는 대규모의 산성으로 역사적·학술적 가치가 크다.

## 참고 자료
- 고흥 오치 음성 - 국가유산청 국가유산포털